# Oficiul Național pentru Protecția Martorilor
Oficiul Național pentru Protecția Martorilor (ONPM) este o unitate operativă a Ministerului Administrației și Internelor, subordonată nemijlocit Inspectoratului General al Poliției Române având competență teritorială generală.
ONPM a fost înființat în iulie 2003, în urma recomandărilor Uniunii Europene.